# Mustvee
Mustvee là một đô thị ở Estonia. Đô thị này nằm bên bờ hồ Peipus thuộc hạt Jõgeva. Dân số là 1.600 người với một nửa dân số là người Estonia và một nửa là người Nga. Tên gọi Mustvee được ghi chép lần đầu vào năm 1343. Đây là một khu vực du lịch trên hồ.

## Liên kết ngoài

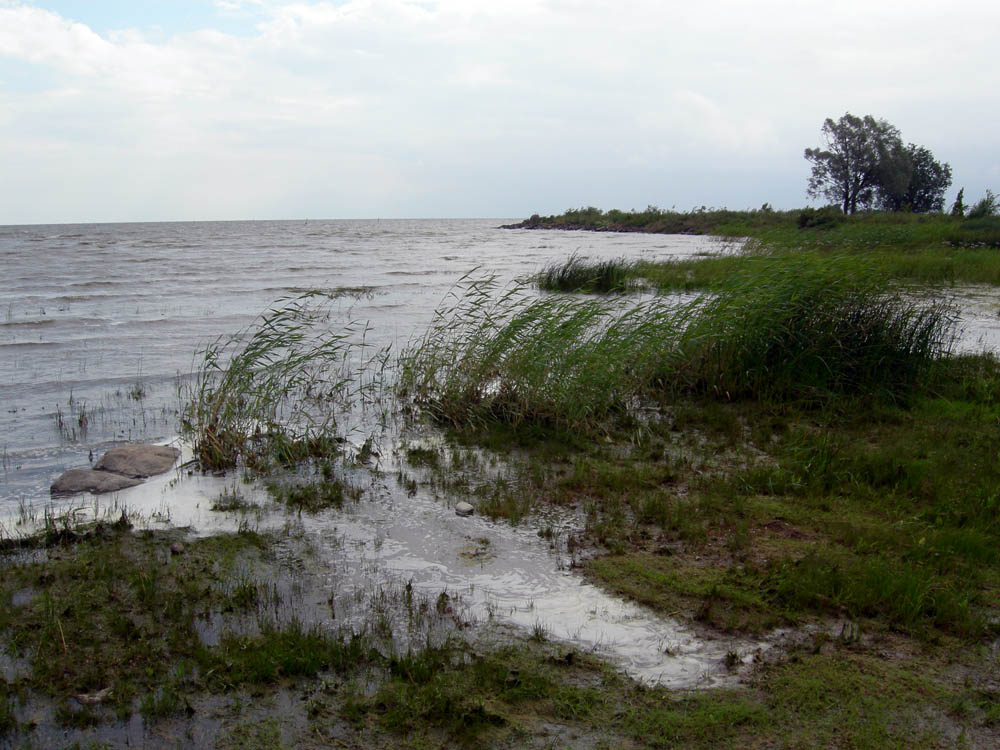
Bờ hồ Mustvee.